# 金东寒
金东寒（1961年1月11日—），生于黑龙江绥化，原籍浙江绍兴新昌县，中国船舶机械专家，中国工程院院士。
曾任上海大学党委书记、校长。2019年5月~2025年1月任天津大学校长。
中国共产党第十八届中央委员会、第十九届中央委员会、第二十届中央委员会候补委员，第十二届全国人大代表，第十一届全国政协委员。

## 简历
金东寒是中华人民共和国自主培养的首位热气机专业的硕士和博士。金东寒现任天津大学校长，之前长期在中国船舶重工集团公司711研究所任职，任所长并兼任总工程师，后转任上海大学校长、党委书记。金东寒特长船舶新型动力技术。
个人主要经历：
- 1978年，考取武汉水运工程学院（今武汉理工大学）内燃机专业。
- 1998年5月，获得第6届中国青年科技奖。
- 2001年12月，获得中国青年科技创新奖。
- 2003年4月，获得全国五一劳动奖章。
- 2006年，获得国家科学技术进步奖一等奖。
- 2009年，当选中国工程院院士。
- 2015年7月，任上海大学校长。
- 2017年9月，任上海大学党委书记、校长。
- 2019年5月，任天津大学校长。
- 2025年1月23日，辞去天津大学校长职务，由柴立元继任。[3]